# George Porter
Pour les articles homonymes, voir Porter.
George Porter, baron Porter of Luddenham, (6 décembre 1920 à Stainforth, Yorkshire – 31 août 2002) est un chimiste britannique. Manfred Eigen, Ronald George Wreyford Norrish et lui reçurent conjointement le prix Nobel de chimie de 1967 pour leurs travaux sur les réactions chimiques extrêmement rapides.

## Biographie
Il obtient une bourse de l'Université de Leeds et y passe son bachelor en chimie. Il sert alors dans la réserve de la Royal Navy pendant la Seconde Guerre mondiale.
À la fin de la guerre, il commence sa carrière de chercheur à l'Université de Cambridge sous la direction de Norrish. Il développe la technique de la photolyse éclair (en) pour obtenir des informations sur les molécules à brèves durées de vie obtenant la première évidence de l'existence des radicaux. Ses recherches ultérieures utilisent cette technique d'investigation pour étudier minutieusement la première étape de la photosynthèse, les réactions photochimiques permettant le transport d'électrons pendant la phase claire de la photosynthèse, avec un regard particulier pour les applications dans une économie hydrogène dont Porter est un fervent avocat.
En 1967, il obtint conjointement avec Manfred Eigen et Ronald George Wreyford Norrish le prix Nobel de chimie « pour leurs études des réactions chimiques extrêmement rapides, obtenues en perturbant l'équilibre à l'aide de très courtes impulsions d'énergie ». Il fut président de la Royal Society de 1985 à 1990, société savante dont il est membre depuis 1960. Il reçoit la médaille Davy en 1971, le prix Kalinga en 1976, la médaille Rumford en 1978 et la médaille Copley in 1992. Il reçoit aussi l'Ordre du Mérite en 1989, est fait chevalier en 1972, et devient pair à vie sous le titre de baron Porter de Luddenham du Kent en 1990.
Porter est un contributeur majeur de la promotion des sciences. Il devient président de la British Association, et est fondateur de la Chair of the Committee on the Public Understanding of Science (COPUS). Il donne les Romanes Lectures (en), intitulées Science and the human purpose en 1978 ; en 1986 il donne les Richard Dimbleby Lectures (en), Knowledge itself is power. De 1990 à 1993 il donne les Gresham Lectures en astronomie.
Il est chancelier de l'Université de Leicester entre 1984 et 1995. En 2001, le bâtiment de chimie de cette université est renommé en son honneur.

### Sources
- (en) Profile Royal Institution of Great Britain
- (en) The Lord Porter of Luddenham (PDF) ; Biographie, Proceedings of the American Philosophical Society, vol. 149, no 1, mars 2005, PDF, David Philipps
- (en) The Life and Scientific Legacy of George Porter, 652 p., World Scientific Publishing, 2006, David Phillips et James Barber